# Суртаныш
Суртаныш — деревня  Кунашакского района Челябинской области. Входит в состав Куяшского сельского поселения.

## География
Расположена в юго-западной части района, на берегу озера Суртаныш (отсюда название). Расстояние до районного центра, Кунашака, 28 км.

## История
Дата основания деревни неизвестна; заселялась она изначально башкирами-катайцами..

## Население
| 2002 | 2010 |
| ---- | ---- |
| 72   | ↘49  |

(в 1959 — 189, в 1970 — 177, в 1983 — 82, в 1995 — 92)

## Улицы
- Улица Ж.Мусина
- Лесная улица